# Кућа у ул. Светозара Марковића 9 у Крагујевцу
Кућа у ул. Светозара Марковића 9 у Крагујевцу, позната као кућа др Илије Коловића, представља непокретно културно добро као споменик културе, решењем Завода за заштиту споменика културе Крагујевац бр. 106/1 од 5. марта 1971. године.
Кућа потиче из прве половине 19. века и припада групи грађевина насталих у овој улици током Милошевог доба. Оне представљају материјалне остатке архитектуре старог Крагујевца на основу којих се може наслутити изглед града у том периоду. Ова кућа је типична грађевина српске чаршије, са тремом и доксатом на прилазној страни, вишесливним кровом покривеним ћерамидом, зидовима рађеним у бондруку и свим другим карактеристикама везаних за овај период.
Највреднији детаљи зграде су свакако богато орнаментисани стубови на трему и доксату, затим таванице рађене од шашовца и аутентична лучна врата на појединим просторијама. Зграда поседује несумњиве архитектонске и етнографске вредности.